# Luiza Oblak
Luiza Oblak, slovenska pisateljica, * 12. september 1822, Ljubljana, † 8. februar 1909, Dunaj. 
Luiza Oblak, hči advokata J.N  Oblaka, sestra slikarke Amalije Hermann von Hermannsthal, je v ljudsko šolo hodila k ljubljanskim uršulinkam. V očetovi hiši je spoznala Prešerna. Zanimal jo je primer J. Turnograjske in o njej je 1851 napisala članek Nedolžnost in sila, ter v istem listi objavila tudi nekaj povestic. Pozneje se v književnosti ni več udejstvovala. Da pa je tudi na Dunaju, kamor se je preselila neznano kdaj, res »zvesto hranila spomine na svojo domovino in ono krasno dobo ljubljanskega duševnega in društvenega življenja«, pričajo Slovencem dragocene relikvije, ki jih je poleg slik svoje sestre čuvala: Levcu je 1892 darovala  rokopis  Prešernove žalostinki Dem Andenken des Matthias Čop,  I. Prijatelj pa je okoli leta 1906 na njenem dunajsken domu našel litografijo z Vodnikovo podobo, ki jo je za Korytka na kamen narisal L. Blau.